# 美国能源信息署
美国能源信息署（简称），也称美国能源情报署、美国能源信息管理局、美國能源資訊局和美國能源資訊管理局，隶属美国能源部，负责收集、分析、传播能源相关信息，协助政策法规制定、推动市场发展、普及能源知识。其涵盖的能源有煤炭、石油、天然气、电能、可再生能源和核能。